# 孙华山
孙华山（1960年11月—），男，汉族，浙江富阳人，中华人民共和国政治人物，曾任中华人民共和国应急管理部副部长、党委委员，国家安全生产应急救援中心主任、党委书记。

## 生平
1983年6月加入中国共产党，同年8月参加工作。